# 名指しと必然性
『名指しと必然性』（Naming and Necessity）は、1972年の哲学者ソール・クリプキの著作である。
1940年に生まれたクリプキは、1970年からプリンストン大学で指示理論に関する指示の因果説を提唱する講義を行った。この著作は、1970年1月20日、22日、29日の講義の内容をまとめたものである。固有名はどのように世界の事物を指示するのか、同一性の本質とは何かという分析哲学の問題に関する研究業績であり、クリプキの代表的な著作でもある。
1960年代までは、バートランド・ラッセルが提唱してゴットロープ・フレーゲにより発展された記述理論の研究により、固有名と確定記述を同義として見なしていた。この著作でのクリプキの研究の目的は、そのような見方に対する批判である。クリプキは、XとYが同一であるならばXがYであることは必然であると考えて、同一性のアポステリオリな必然性を出発点とした。そして、固有名と確定記述が同義ではないことを考察する。アリストテレスという固有名を考えてみると、同一性の必然性からアリストテレスはアレキサンダー大王の教師であるという確定記述は真であるとは限らないが、アリストテレスがアリストテレスであることは必然的に真である。したがって、アリストテレスという固有名とアリストテレスがアレキサンダー大王の教師であるという確定記述は同義ではありえない。なぜならば、アリストテレスという固有名には固定指示子（英語: rigid designator）がある一方で、確定記述はアレクサンドロス大王の教師であったアリストテレスではない人物を指示することが可能であるためである。この固有名と確定記述の関係は自然科学の命題にもあてはまり、例えば金という固有名と元素番号79番の元素という確定記述とは、前者の固定性が権利上のものであるが、後者の固定性が事実上のものであるために同義ではないと指摘される。

## 文献情報
- 八木沢敬、野家啓一訳 『名指しと必然性 -様相の形而上学と心身問題-』産業図書、1985年 ISBN 4782800223